# Hapoel Tel Aviv FC
Hapoel Tel Aviv Football Club (Hebreeuws: מועדון כדורגל הפועל תל אביב, Moadon Kaduregel Hapoel Tel Aviv) is een Israëlische voetbalclub uit Tel Aviv en onderdeel van de sportvereniging Hapoel Tel Aviv. De club geldt als een van de populairste en succesvolste van het land.

## Geschiedenis
De club werd in 1923 opgericht maar viel al snel uit elkaar, in 1925 werd de club heropgericht maar ook deze poging mislukte. De derde poging in 1926 was de goede en de club is sindsdien actief.
In 1928 werd de allereerste beker gewonnen (toen nog van het Brits mandaatgebied Palestina) en van 1934 tot 1936 werden drie opeenvolgende landstitels binnen gehaald. Na de onafhankelijkheid van Israël in 1948 was het negen jaar wachten vooraleer de volgende landstitel werd binnen gehaald. Na de titel in 1966 volgde ook de Aziatische Champions League in de finale tegen Selangor FC uit Maleisië.
De jaren zeventig waren niet zo succesvol maar in de jaren tachtig herpakte de club zich met drie titels. Na wanbeleid en onenigheden tussen bestuur en spelers degradeerde de club echter in 1989. Na één seizoen keerde de club terug naar de hoogste klasse. Tijdens de jaren negentig werd geen titel gewonnen al kwam de club erg dicht in 1998 toen de titel op de laatste speeldag verspeeld werd aan Beitar Jeruzalem. In 2000 haalde de club de dubbel binnen. In 2001/02 verbaasde de club Europa door de kwartfinale van de UEFA-cup te halen.
Hapoel Tel Aviv ontdeed zich in het seizoen 2015/16 al na twee speelronden van Spanjaard César Mendiondo. Hij wilde volgens clubeigenaar Amir Kabiri te veel zijn eigen gang gaan. Daarop richtte de club de aandacht op Mario Been in de belangstelling als trainer. Tot een definitieve overeenkomst met de oud-Feyenoorder kwam het echter niet. Door financiële problemen kreeg de club in 2016/17 negen strafpunten waardoor ze op een degradatieplaats eindigden.

## Erelijst
Internationaal
- Aziatisch Toernooi voor Landskampioenen: 1967

Nationaal
- Israëlisch landskampioenschap: 1934, 1935, 1938, 1940, 1944, 1957, 1966, 1969, 1981, 1986, 1988, 2000, 2010
- Beker van Israël: 1928, 1934, 1937, 1938, 1939, 1961, 1972, 1983, 1999, 2000, 2006, 2007, 2010, 2011, 2012
- Israëlische Supercup; 1957, 1966, 1969, 1970, 1981
- Toto Cup: 2002

## Eindklasseringen vanaf 2000
| Seizoen | Competitie  | Niveau | Eindstand | Beker        | Opmerking                                                                           |
| ------- | ----------- | ------ | --------- | ------------ | ----------------------------------------------------------------------------------- |
| 1999/00 | Ligat Ha'Al | I      |           | Winnaar      | < Beitar Jeruzalem: 2-2 n.v. (4-2 ns)                                               |
| 2000/01 | Ligat Ha'Al | I      | 2         | halve finale |                                                                                     |
| 2001/02 | Ligat Ha'Al | I      | 2         | 8e finale    |                                                                                     |
| 2002/03 | Ligat Ha'Al | I      | 3         | 8e finale    |                                                                                     |
| 2003/04 | Ligat Ha'Al | I      | 5         | halve finale |                                                                                     |
| 2004/05 | Ligat Ha'Al | I      | 9         | 8e finale    |                                                                                     |
| 2005/06 | Ligat Ha'Al | I      | 2         | Winnaar      | < Bnei Jehoeda Tel Aviv: 1-0                                                        |
| 2006/07 | Ligat Ha'Al | I      | 4         | Winnaar      | < Hapoel Ashkelon: 1-1 n.v. (5-4 ns)                                                |
| 2007/08 | Ligat Ha'Al | I      | 7         | Finale       | < Beitar Jeruzalem: 0-0 n.v. (4-5 ns)                                               |
| 2008/09 | Ligat Ha'Al | I      | 2         | 8e finale    |                                                                                     |
| 2009/10 | Ligat Ha'Al | I      |           | Winnaar      | < Bnei Jehoeda Tel Aviv: 3-1                                                        |
| 2010/11 | Ligat Ha'Al | I      | 2         | Winnaar      | < Maccabi Haifa: 1-0; Liga-topscorer: Toto Tamuz (21)                               |
| 2011/12 | Ligat Ha'Al | I      | 2         | Winnaar      | < Maccabi Haifa: 2-1; finalist Toto-cup > Hapoel Ironi Kiryat Shmona: 1-1 ((3-4 ns) |
| 2012/13 | Ligat Ha'Al | I      | 3         | kwartfinale  |                                                                                     |
| 2013/14 | Ligat Ha'Al | I      | 4         | 8e ronde     |                                                                                     |
| 2014/15 | Ligat Ha'Al | I      | 8         | 8e finale    |                                                                                     |
| 2015/16 | Ligat Ha'Al | I      | 9         | 8e finale    |                                                                                     |
| 2016/17 | Ligat Ha'Al | I      | 14        | 8e finale    |                                                                                     |
| 2017/18 | Liga Leumit | II     | 1         | 8e ronde     |                                                                                     |
| 2018/19 | Ligat Ha'Al | I      | 8         | 8e finale    |                                                                                     |
| 2019/20 | Ligat Ha'Al | I      | 5         | halve finale |                                                                                     |
| 2020/21 | Ligat Ha'Al | I      | 11        | Finale       | < Maccabi Tel Aviv: 1-2 nv                                                          |
| 2021/22 | Ligat Ha'Al | I      | 5         | 8e ronde     |                                                                                     |
| 2022/23 | Ligat Ha'Al | I      | 10        | 8e ronde     |                                                                                     |
| 2023/24 | Ligat Ha'Al | I      | 13        | 8e ronde     |                                                                                     |
| 2024/25 | Liga Leumit | II     | 1         | halve finale | Liga-topscorer: ex aequo Stav Turiel (16)                                           |
| 2025/26 | Ligat Ha'Al | I      | .         |              |                                                                                     |

## In Azië
Groep = Groepsfase, HF = Halve finale, F = Finale 
| Seizoen | Competitie                              | Ronde | Land               | Club               | Uitslagen |
| ------- | --------------------------------------- | ----- | ------------------ | ------------------ | --------- |
| 1967    | Aziatisch toernooi voor landskampioenen | F     | Vlag van Maleisië  | Selangor FA        | 2-1       |
| 1970    | Aziatisch toernooi voor landskampioenen | Groep | Vlag van Thailand  | Police FC          | 5-0       |
|         |                                         | Groep | Vlag van Indonesië | PSMS Medan         | 3-1       |
|         |                                         | Groep | Vlag van India     | West Bengal        | 3-1       |
|         |                                         | HF    | Vlag van Libanon   | Homenetmen Beiroet | HB t.z.t. |
|         |                                         | F     | Vlag van Iran      | Taj Club           | 1-2       |

## In Europa
Hapoel Tel Aviv FC speelt sinds 1995 in diverse Europese competities. Hieronder staan de competities en in welke seizoenen de club deelnam:
- Champions League (2x)

2000/01, 2010/11
- Europa League (5x)

2009/10, 2011/12, 2012/13, 2013/14, 2014/15
- UEFA Cup (9x)

1995/96, 1998/99, 1999/00, 2001/02, 2002/03, 2003/04, 2006/07, 2007/08, 2008/09
- Intertoto Cup (1x)

1996

## Bekende (oud-)spelers
- Elyaniv Barda
- Jürgen Colin
- Damian Łukasik
- Bibras Natkho
- Moshe Sinai
- Marko Šuler
- Rifaat Turk

## Vrouwen

### In Europa
| Seizoen | Competitie       | Ronde | Land                 | Club           | Uitslagen |
| ------- | ---------------- | ----- | -------------------- | -------------- | --------- |
| 2001/02 | UEFA Women's Cup | 1e    | Vlag van Polen       | KS AZS Wroclaw | 0-7       |
|         | toernooi in Bern | 1e    | Vlag van Engeland    | Arsenal LFC    | 0-7       |
|         |                  | 1e    | Vlag van Zwitserland | FC Bern        | 0-7       |

MS Asjdod · 
Beitar Jeruzalem ·
Hapoel Beër Sjeva · 
Ihoud Bnei Sachnin ·
Hapoel Haifa · 
Hapoel Ironi Kiryat Shmona · 
Hapoel Jeruzalem FC ·
Hapoel Petach Tikwa ·
Hapoel Tel Aviv FC ·
Ironi Tiberias ·
Maccabi Bnei Reineh FC ·
Maccabi Haifa ·
Maccabi Netanja ·
Maccabi Tel Aviv FC